# Ораовица
Ораовица (на македонска литературна норма: Ораовица) е село в източната част на Северна Македония, община Радовиш.

## География
Селото се намира в южното подножие на планината Плачковица, източно от общинския център Радовиш.

## История
В XIX век Ораовица е село в Радовишка кааза на Османската империя. Според статистиката на Васил Кънчов („Македония. Етнография и статистика“) от 1900 година Ораовица има 84 жители българи християни и 450 турци.
В началото на XX век християнското население на селото е под върховенството на Българската екзархия. По данни на секретаря на екзархията Димитър Мишев („La Macédoine et sa Population Chrétienne“) през 1905 година в Оровица (Orovitza) има 176 българи екзархисти.
При избухването на Балканската война в 1912 година трима души от Ораовица са доброволци в Македоно-одринското опълчение.
След Междусъюзническата война в 1913 година селото попада в Сърбия.
Според Димитър Гаджанов в 1916 година в Оравица живеят 423 турци и 91 българи.
На 26 октомври 1980 година епископ Горазд Тивериополски, администратор на Злетовско-струмишка епархия, освещава манастира „Свети Георги“ в Ораовица. Иконите са от 1980 година от иконописеца Дончо от Секирник. Църквата не е изписана. На 2 юли 1988 година е осветен темелният камък на църквата „Свети Атанасий Велики“, а готовият храм е осветен на 15 май 1998 година от митрополит Стефан Брегалнишки. Иконите са от 1995 година, дело на зографа Драган Ристески от Охрид.

## Личности
Родени в Ораовица
- Иван Василев (1882 – ?), македоно-одрински опълченец, 2 рота на 13 кукушка дружина[6]
- Иван Филев (1882/1887 – ?), македоно-одрински опълченец, четата на Стамен Темелков, 2 рота на 1 дебърска дружина[7]
- Стамен Темелков (1864 – ?), войвода на ВМОРО, македоно-одрински опълченец, войвода на партизанска чета, 15 щипска дружина[8]
- Филип (Филе) Коцев (1853 – 1913), радовишки войвода на ВМОРО през 1903 година, убит от сърбите по време на Междусъюзническата война на 28 юни 1913 година[9][10]